# حبكة (مجلة)
حبكة أو حبكه هي مجلة ليبية تصدر في بنغازي منذ أغسطس 2015، وتختص بنشر الكومِكس، والمانغا بهويّة ليبية. كانت من فكرة الناشطيّن الليبيين توفيق بن سعود وسامي الكوافي اللذان أُغتيلا قبل صدورها.

## بداية المشروع
بدأت فكرة مشروع إطلاق المجلة في يونيو 2014، بدعم من منظمة «كرييتورز» ولكن نتيجةً لاغتيال توفيق بن سعود وسامي الكوافي في سبتمبر من نفس العام وتصاعد وثيرة العنف في مدينة بنغازي جراء الحرب الأهلية الليبية، لم تظهر المجلة إلا في أغسطس 2015، حيث أكمل ثلاثة شبّان آخرون، هم نور الدين الهوني ومنصور الدوفاني وأحمد الشريف، المشروع بعد اغتيال زميليهما.

### الصعوبات
تعرض فريق «حبكة» لإشكاليات عدة خلال بداية تنفيذ الفكرة أهمها الحصول على مقر عمل ومشاكل انقطاع الكهرباء المتواصلة، هذا بالإضافة إلى الوضع السائد آنذاك في ظل الحرب، غير أن رئيس مجلس إدارة المجلة نور الدين الهوني يقول «تجاوزنا كل المعوقات واستجابة الناس فاقت توقعاتنا، فقد نفدت جميع نسخ العدد الأول من نقاط التوزيع خلال يومين فقط. كان رد الفعل إيجابيًا وتلقينا مدحًا وإطراء ونقدًا بناء». كما نجحت المجلة في تخطي عقبة نشر المجلة في طرابلس كما فعلت في بنغازي بسبب رغم انقطاع المواصلات بين شرق ليبيا وغربها، وقد كان من المفترض ان ترى حبكة النور في شهر مايو لكن تأخر صدورها بسبب اجراءات الطباعة وبلغت نسخ المجلة الف نسخة وزعت مجاناً في الاصدارات الاربعة الأولى لها.

## المحتوى
تضمن العدد الأوّل مجموعة من القصص المصوّرة، مها «العودة» و«سوبر عجائز» و«أبطال الظل». وضمت في عددها الأول ثمانية قصص. يزعم مسؤولي حبكة أن للرسام والكاتب بالمجلة مساحة من الحرية، ما لم يسقط عمله في الترويج للعنف أو لمواقف سياسية أو ازدراء الأديان أو المس بالأقليات.

### قصص حبكة
- فاي ((بالإنجليزية: PHI)‏)
- سوبر عزايز
- أوميرتا ((بالإنجليزية: Omerta)‏)
- أبطال الظل
- العودة
- فار فروم ريلتي ((بالإنجليزية: FAR FROM REALITY)‏)
- ذا فويد ((بالإنجليزية: THE VOID)‏)
- صانداون هوريزون ((بالإنجليزية: SUNDOWN HORIZON)‏)
- تيرا امبرا((بالإنجليزية: TEERA UMBRA)‏)